# Anon (Ort)
Anon ist ein osttimoresischer Ort im Suco Guda (Verwaltungsamt Lolotoe, Gemeinde Bobonaro). Das Dorf liegt im Norden der Aldeia Anon in einer Meereshöhe von 489 m. Nach Westen fällt das Land in ein Tal ab, in dem ein Zufluss des Foura entspringt. Östlich liegt nach einer Senke der Gipfel des Lombane (485 m). Eine Straße verbindet Anon mit Diluhilin im Südosten und Dilai im Nordwesten.
In Anon befindet sich eine Grundschule.